# Calixt Biron von Curland

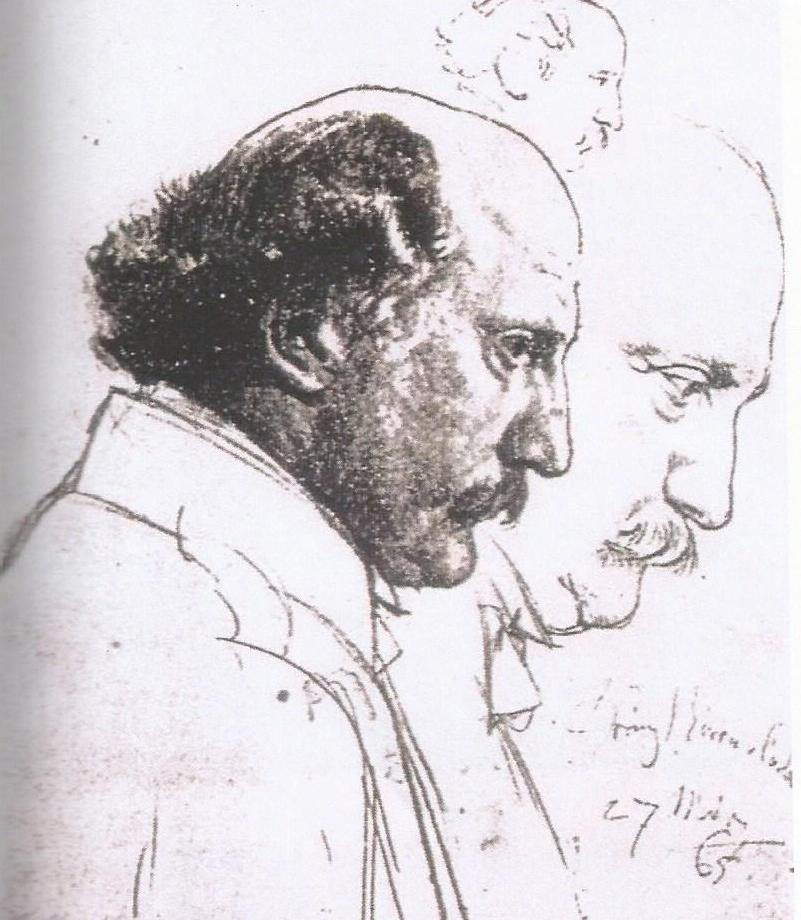
Calixt Prinz Biron von Curland

Prinz Calixt Gustav Hermann Biron von Curland (* 3. Januar 1817 in Schleise; † 8. März 1882 in Wartenberg) war ein preußischer Standesherr, Offizier und Politiker sowie Herr auf Groß-Wartenberg.

## Herkunft
Calixt Biron von Curland entstammte dem Adelsgeschlecht Biron von Curland. Seine Eltern waren der preußische Generalleutnant Gustav Kalixt von Biron (1780–1821) und dessen Ehefrau die Gräfin Antoinette Charlotte Luise Franziska Fanny von Maltzan (* 23. September 1790; † 25. Mai 1849). Nach dem frühen Tod seines Vaters heiratete seine Mutter 1833 den Generalleutnant Gustav Adolf von Strantz. Seine Schwester Fanny Julie Johanna Therese (1815–1888) war mit dem General der Infanterie Leopold Hermann von Boyen verheiratet, seine Schwester Antoinette (1813–1882) mit dem russischen Generalmajor Lasar Jakimovic von Lasarev († 1871).

## Leben
Er wurde im Kadettenkorps in Berlin erzogen. 1834 besuchte er als Offizier die Universität Bonn. Von 1835 bis 1843 diente er im 7. Ulanen-Regiment. Er war Königlicher Oberstschenk und Besitzer der Freien Standesherrschaft Wartenberg in Schlesien. Außerdem schuf er mehrere künstlerische Werke zu wohltätigen Zwecken und gab ein militärhistorisches Werk heraus.
1847 gehörte er dem Vereinigten Preußischen Landtag an, von 1852 bis 1854 der Ersten Kammer des Preußischen Landtags. Am 12. Oktober 1854 wurde er zum erblichen Mitglied des Preußischen Herrenhauses erhoben. Außerdem gehörte er dem schlesischen Provinziallandtag an. Von 1867 bis 1871 war er Abgeordneter im Reichstag des Norddeutschen Bundes für den Wahlkreis Breslau 3 (Wartenberg, Oels). In dieser Eigenschaft war er auch Mitglied des Zollparlaments. Er gehörte der Konservativen Partei an.

## Familie
Er heiratete am 6. August 1845 die Fürstin Helene Mestchersky (Jelena Vassiljevna Mescerskaja) (* 14. Januar 1820; † 7. Oktober 1905). Das Paar hatte einen Sohn:
- Gustav Peter Johannes (* 17. Oktober 1859; † 8. Januar 1941)

⚭ 1885 Adele zu Löwenstein-Wertheim-Freudenberg (* 24. März 1866; † 15. Oktober 1890), Tochter von Wilhelm zu Löwenstein-Wertheim-Freudenberg
⚭ 1902 Françoise Lévisse de Montigny (* 23. Dezember 1874; † 6. Juli 1957)